# مارك برينك
مارك برينك (بالدنماركية: Mark Brink)‏ (15 مارس 1998 في الدنمارك - ) هو لاعب كرة قدم دانمركي في مركز الوسط. لعب مع نادي إيسبيرغ.

## وصلات خارجية
- مارك برينك على موقع قاعدة بيانات كرة القدم.إي يو (الإنجليزية)
- مارك برينك على موقع Soccerway.com (الإنجليزية)
- مارك برينك على موقع عالم كرة القدم.نت (الإنجليزية)